# Parabeloniscus shimojanai
Parabeloniscus shimojanai is een hooiwagen uit de familie Epedanidae.